# Psorophora discolor
Psorophora discolor är en tvåvingeart som först beskrevs av Daniel William Coquillett 1903.  Psorophora discolor ingår i släktet Psorophora och familjen stickmyggor. Inga underarter finns listade i Catalogue of Life.